# Lycenchelys alba
Lycenchelys alba és una espècie de peix de la família dels zoàrcids i de l'ordre dels perciformes.

## Morfologia
- Els mascles poden assolir 26,7 cm de longitud total.[4][5]

## Hàbitat
És un peix marí i d'aigües profundes que viu fins als 3.365 m de fondària.

## Distribució geogràfica
Es troba a l'Atlàntic nord-oriental (entre les Illes Açores i França) i l'Atlàntic nord-occidental (el Mar de Labrador).

## Observacions
És inofensiu per als humans.